# Olivier Roumat
Olivier Roumat (Mont-de-Marsan, 16 giugno 1966) è un ex rugbista a 15 e imprenditore francese, da giocatore seconda / terza linea (flanker e centro) di Dax e Biarritz, nonché della Nazionale francese in due edizioni della Coppa del Mondo di rugby.

## Biografia
Nel rugby di alto livello nelle file del Dax, con cui si impose a livello internazionale, esordì con la Francia in un test match di metà anno contro la Nuova Zelanda, nel 1989.
Partecipò a sette tornei consecutivi del Cinque Nazioni, dal 1990 al 1996, con vittoria nel 1993; fu selezionato anche per la Coppa del Mondo di rugby 1991 in Inghilterra e per quella del 1995 in Sudafrica, in cui la Francia giunse fino al terzo posto finale.
Dopo la Coppa del Mondo 1995 rimase in Sudafrica per disputarvi la Currie Cup nell'intervallo stagionale tra i due emisferi, vincendo il torneo nelle file del Natal Sharks; rimase al Dax fino al 1997, anno in cui lasciò il suo lavoro di agente immobiliare e divenne professionista per lo Stade Français per una stagione, che coincise anche con la conquista del suo primo titolo francese.
Dal 1998 al Biarritz, con la squadra basca vinse il campionato francese nel 2002; ritiratosi dall'attività agonistica nel 2003, è tornato a gestire un'agenzia immobiliare in Aquitania; in aggiunta a ciò possiede un campeggio a Seignosse, un ristorante a Hossegor e collabora saltuariamente alle trasmissioni sportive televisive di Canal + , anche se tuttora non esclude l'eventualità di allenare un club, avendo conseguito la relativa abilitazione tecnica.

## Palmarès
- Campionati francesi: 2
Stade Français: 1997-98
Biarritz: 2001-02
- Currie Cup: 1
Natal Sharks: 1995